# Kunowo, Hạt Stargard
Kunowo [kuˈnɔvɔ] (German Kunow an der Straße) là một ngôi làng thuộc khu hành chính của Gmina Kobylanka, thuộc hạt Stargard, West Pomeranian Voivodeship, ở phía tây bắc Ba Lan. Nó nằm khoảng 6 kilômét (4 mi)   phía đông nam Kobylanka, 7 km (4 mi) về phía tây của Stargard và 26 km (16 mi) về phía đông nam của thủ đô khu vực Szczecin.
Trước năm 1945, khu vực này là một phần của Đức. Sau Thế chiến II, khu vực này được đặt dưới sự quản lý của Ba Lan bởi Hiệp định Potsdam dưới những thay đổi về lãnh thổ mà Liên Xô yêu cầu. Hầu hết người Đức chạy trốn hoặc bị trục xuất và được thay thế bằng người Ba Lan bị trục xuất khỏi khu vực Ba Lan bị Liên Xô sáp nhập.
Làng có dân số 636 người.